# Litrisa
Litrisa é um género botânico pertencente à família Asteraceae.

## Espécie
Litrisa carnosa é uma espécie natural dos Estados Unidos com flores que variam de magenta a roxo.